# Roberto Ago
Roberto Ago (Vigevano, 26 maggio 1907 – Ginevra, 24 febbraio 1995) è stato un giurista e magistrato italiano, studioso del diritto internazionale privato e pubblico. Fu giudice della Corte internazionale di giustizia (CIG) dal 1979 al 1995. L'enciclopedia Treccani lo considera «tra i massimi studiosi del diritto internazionale».

## Biografia
Professore all'Università degli Studi di Catania dal 1934 al 1935, nel 1936 ottenne il suo primo lettorato all'Accademia di diritto internazionale dell'Aia; insegnò a Milano dal 1938 al 1956, infine a Roma dal 1956 al 1982.
Fu componente della Corte permanente d'arbitrato dell'Aia, indi presidente del tribunale arbitrale franco-tedesco sulla Saar e del tribunale arbitrale franco-statunitense sulla navigazione aerea, oltre a prendere parte a numerose commissioni di conciliazione arbitrali internazionali. 
Fu anche presidente del consiglio d'amministrazione dell'Organizzazione internazionale del lavoro (OIL).
Direttore dal 1953 (e, dal 1989, condirettore) della Rivista di diritto internazionale, presiedette la Società italiana per l'organizzazione internazionale (SIOI).
Tra il 1968 e il 1969 fu Presidente della Conferenza di Vienna che compilò la convenzione sul diritto dei trattati. A proposito della previsione della nullità di trattati contrari allo ius cogens, ebbe rilevanza in dottrina la sua affermazione che per identificare tali norme imperative è necessario che tale opinione sia condivisa dagli Stati più importanti e rappresentativi di varie aree geografiche.
Nel Progetto di articoli della Commissione del diritto internazionale delle Nazioni Unite (di cui anche fu componente) sulla responsabilità degli Stati ha sostenuto la necessità di distinguere le norme primarie, la cui violazione costituisce illecito internazionale, da quelle secondarie, che costituiscono le regole di responsabilità e individuano gli elementi costitutivi e le conseguenze dell'illecito.

## Onorificenze
- Cavaliere di gran croce dell'Ordine al merito della Repubblica Italiana.
- Ufficiale della Legion d'onore della Repubblica francese.
- Commendatore dell'Ordine dell'Impero Britannico.
- Dottore honoris causa delle università di Nizza e di Nancy.

## Pubblicazioni
- Rencontres avec Anzilotti, Eur J Int'L, 1992.
- Scienza giuridica e diritto internazionale, Milano 1950.
- Roberto Ago, Caratteri generali della Comunità internazionale e del suo diritto. Introduzione al Corso di diritto internazionale, a cura di Paolo Benvenuti, Editoriale Scientifica, Napoli, 2002.
- Eighth report on State responsibility by Mr. Roberto Ago, Special Rapporteur - the internationally wrongful act of the State, source of international responsibility (PDF).